# (3592) Nedbal
(3592) Nedbal est un astéroïde de la ceinture principale.

## Description
(3592) Nedbal est un astéroïde de la ceinture principale. Il fut découvert le 15 février 1980 à l'Observatoire Kleť par Zdeňka Vávrová. Il présente une orbite caractérisée par un demi-grand axe de 2,35 UA, une excentricité de 0,19 et une inclinaison de 9,7° par rapport à l'écliptique.
Cet astéroïde est nommé en l'honneur du compositeur et chef d'orchestre tchèque Oskar Nedbal (1874-1930).

## Compléments